# Baptisterio de Pistoya
El baptisterio de San Giovanni in corte (en italiano: battistero di San Giovanni in corte) o Ritondo de Pistoya es un baptisterio italiano del siglo XIV que se encuentra en la plaza del Duomo, frente a la catedral, en el espacio de la antigua curtis regia. Actualmente se utiliza para eventos culturales.
Se considera una de las mayores expresiones del gótico toscano, ya que reúne elementos florentinos, pisanos y sieneses. El imponente monumento alcanza una altura de unos 40 metros.

## Historia y descripción

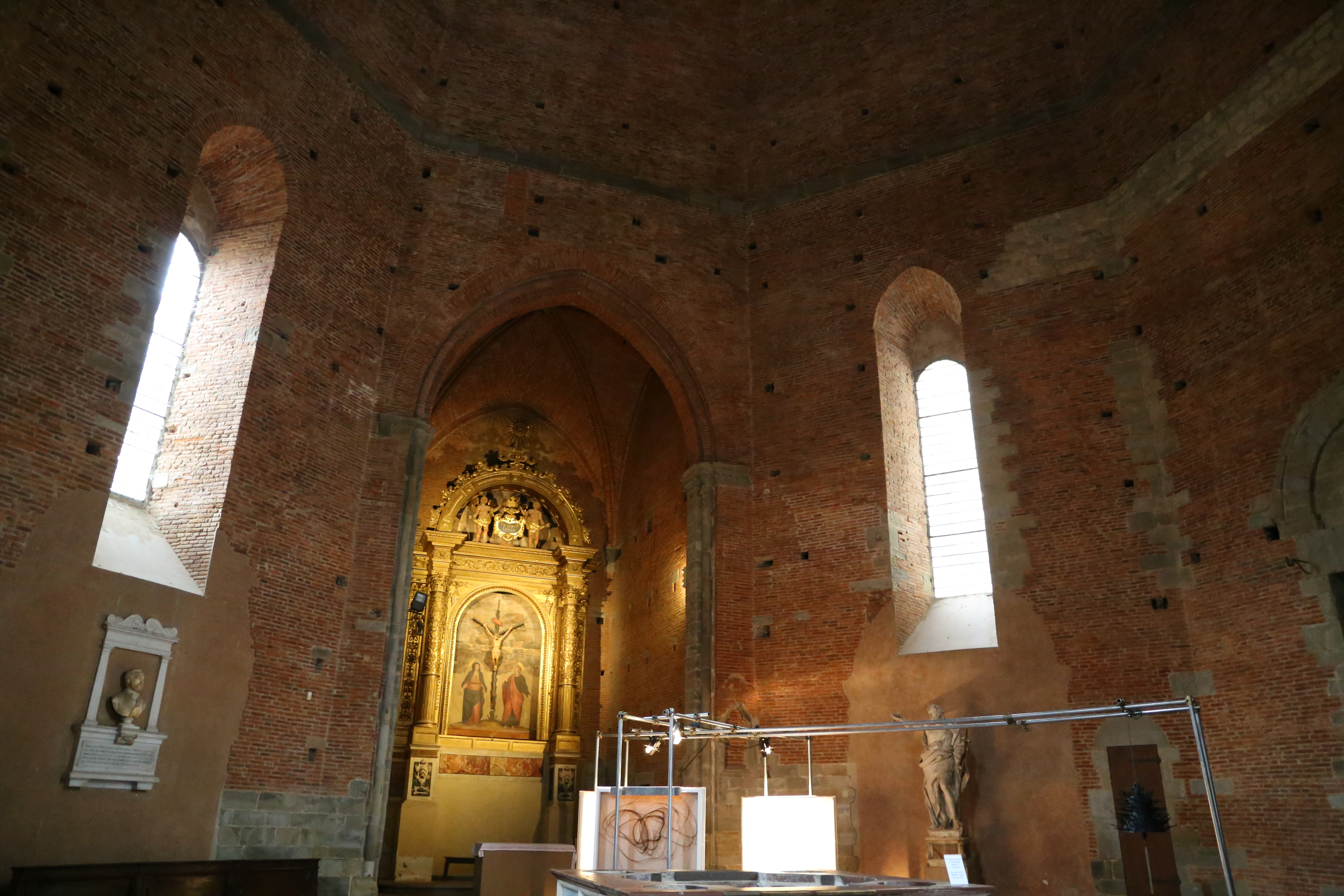
Interior del baptisterio

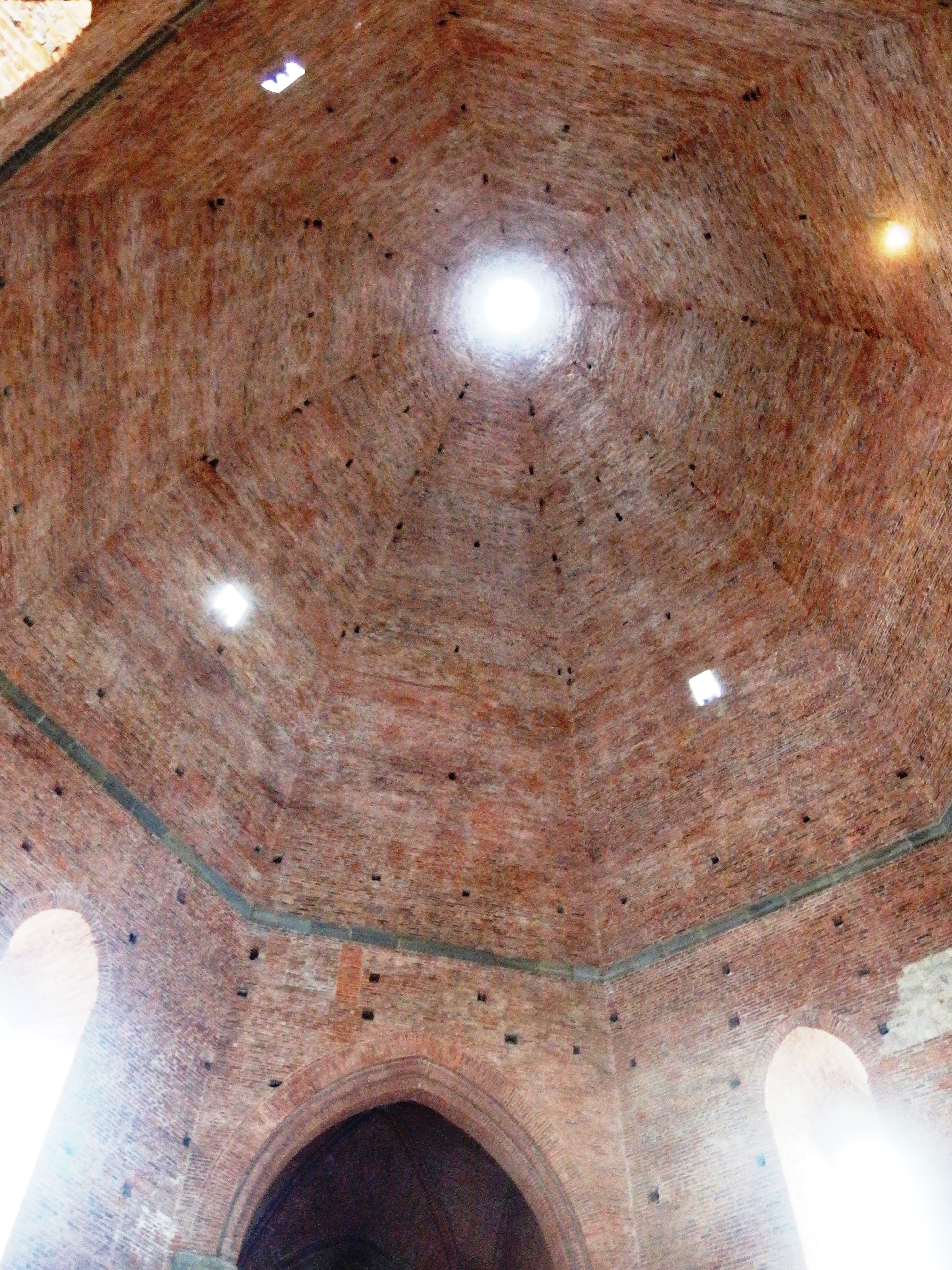
La cúpula del baptisterio

El nombre deriva de la antigua iglesia de «Santa Maria in Corte», de época longobarda, que antes ocupaba su lugar. Su reconstrucción en las formas actuales con una base octogonal comenzó en 1301. Se excluye por completo una contribución de diseño de Nicola Pisano, mientras que nuevas adquisiciones documentales han apoyado la intervención de Giovanni Pisano. El testimonio sobre las obras de construcción realizadas hasta 1366 es particularmente rico.
El exterior está totalmente revestido de mármol en bandas, blancas y verdes, procedentes de Siena, Prato y Carrara. Su construcción constituye un caso ejemplar de las obras medievales por los numerosos testimonios sobre los trabajadores que se emplearon. Las primeras noticias están relacionadas con Alessio di Nuto y Lapo di Matteo, durante los años 1320; Michele y luego Cellino di Nese durante los años 1330 y luego los hermanos Piero, Paolo y Nanni di Michele, en los años 1350-1360, quienes completaron la obra.
Presenta tres portales elegantemente decorados con bajorrelieves y capiteles tallados en mármol. A diferencia de los duomos de Siena y de Orvieto, el portal principal es estructuralmente insólito, ya que está coronado por un tímpano triangular completo con un rosetón perforado en el centro.
La pirámide que constituye la cúpula está precedida por un piso con logias ciegas y por un deambulatorio rodeado por una balaustrada con columnillas torcidas, mientras que los pilares de las esquinas terminan con ricos pináculos. La linterna colocada en lo alto de la cúpula retoma la planta octogonal del baptisterio. El imponente monumento alcanza una altura de unos 40 metros.
En cuanto al aparato ornamental interior, destacan las tejas de terracota de la pila bautismal, que destacan en comparación con la sencillez del entorno; la forma de la pila bautismal es octogonal.
La restauración de 1975 sacó a la luz la fecha de 1226 en la pila bautismal y el nombre del escultor, Lanfranco da Como.
Ya en la Edad Media, frente al baptisterio, los sábados se celebraba un mercado semanal .

Detalles del exterior
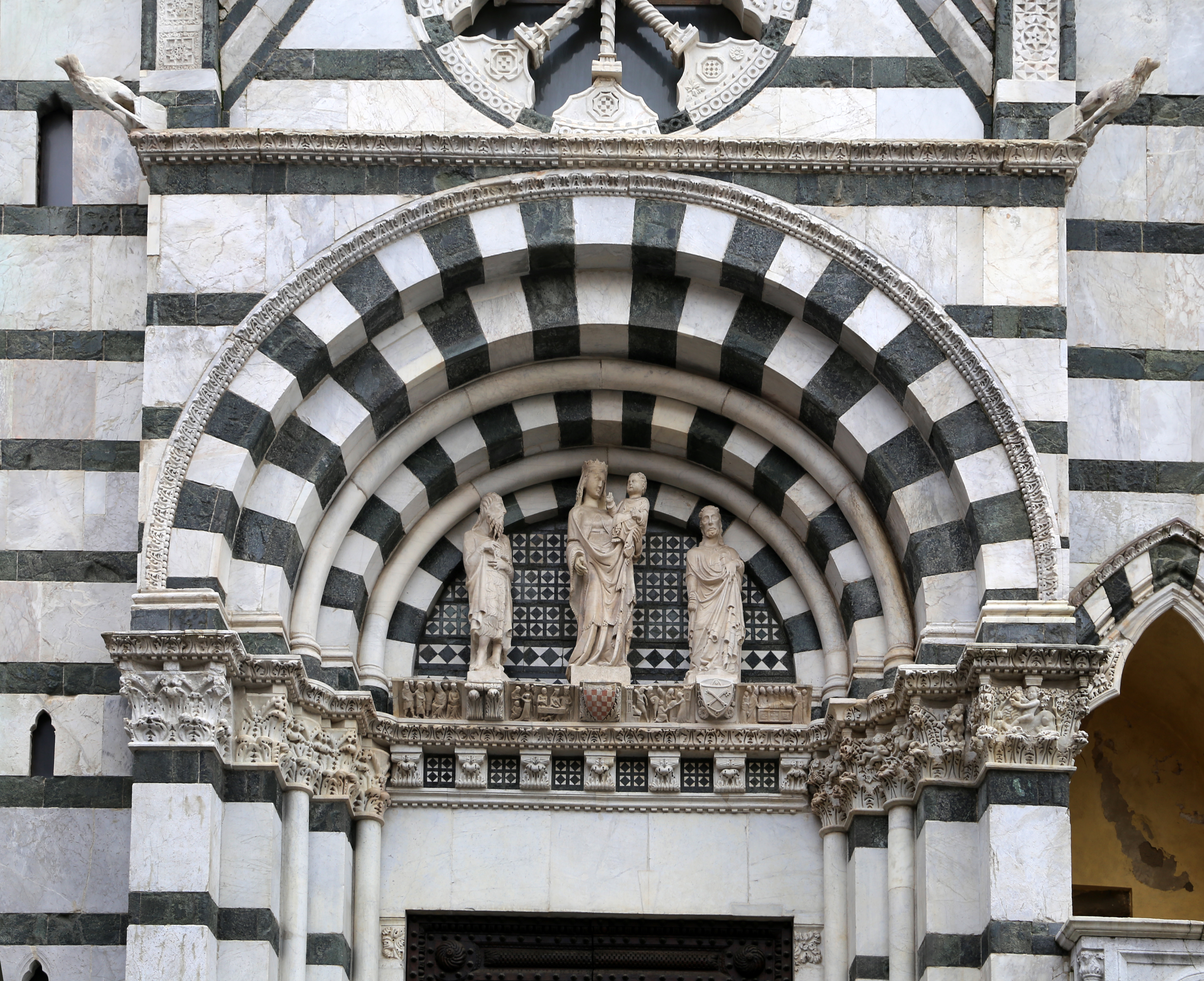
Detalle del portal
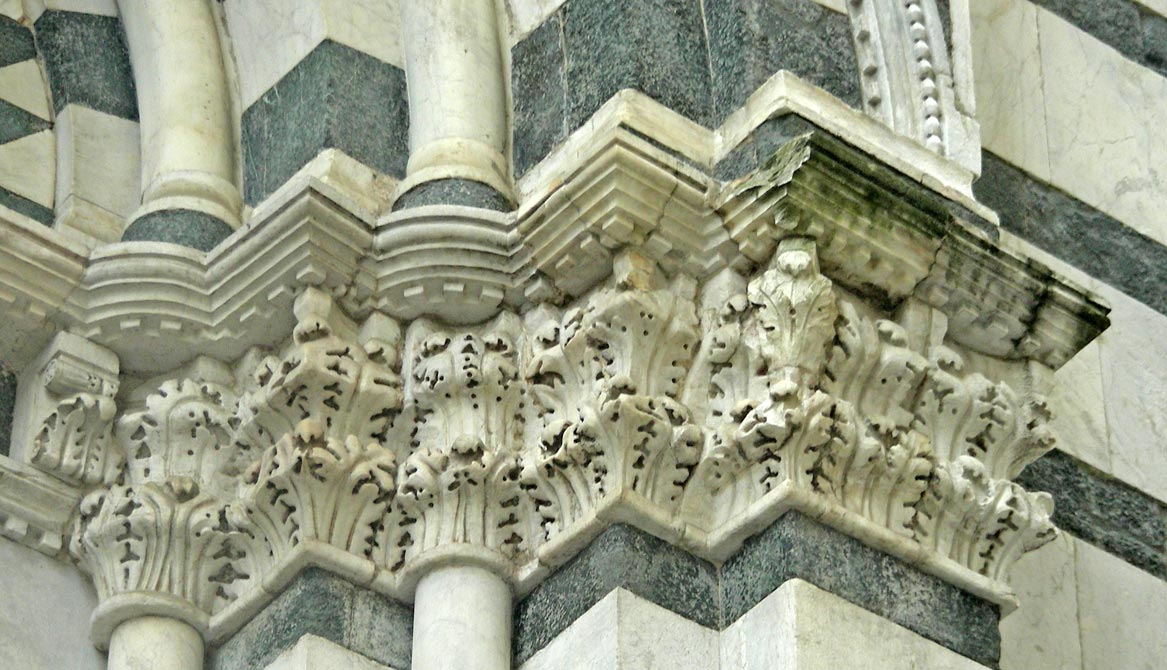
Detalle de los capiteles
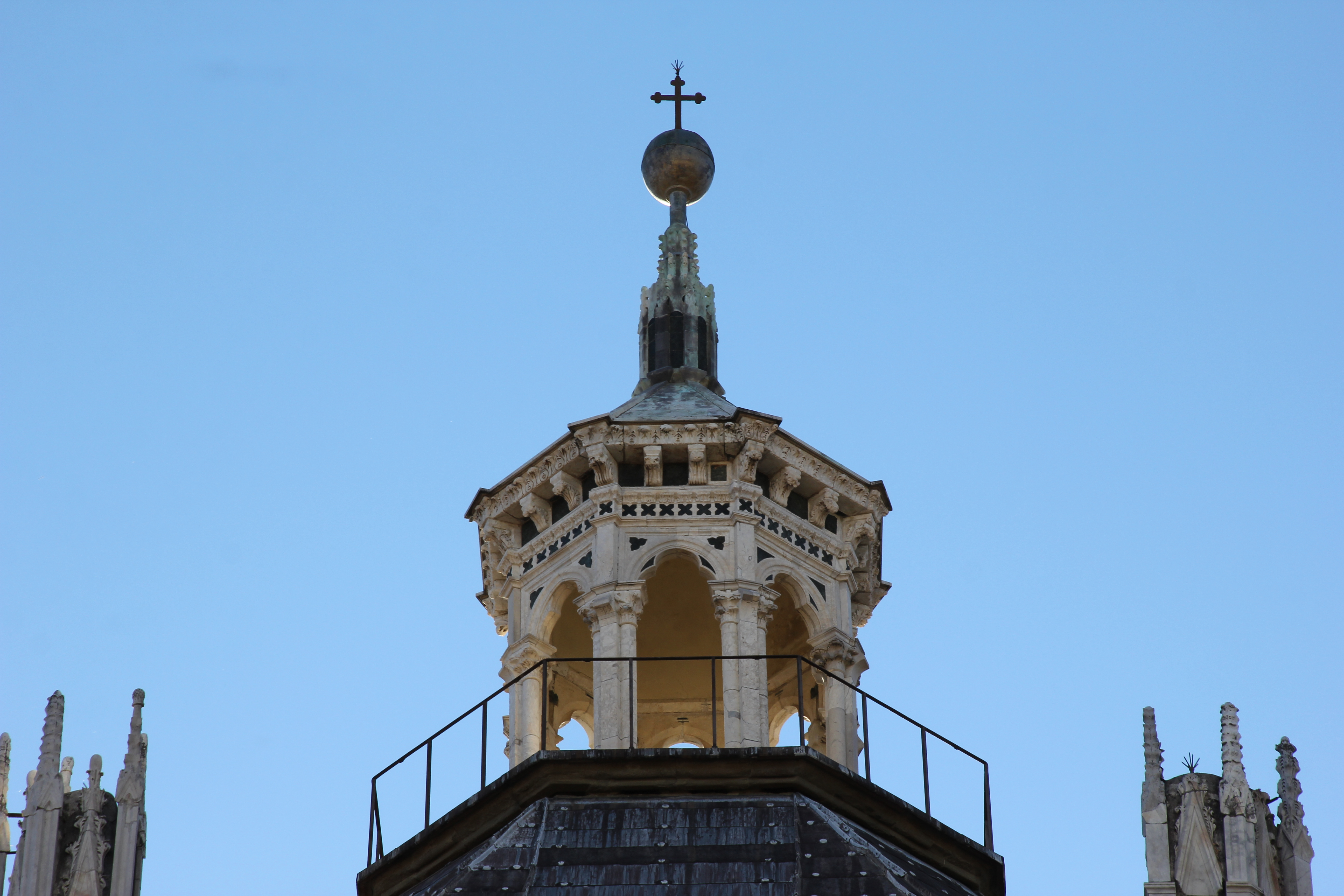
Detalle de la pequeña linterna
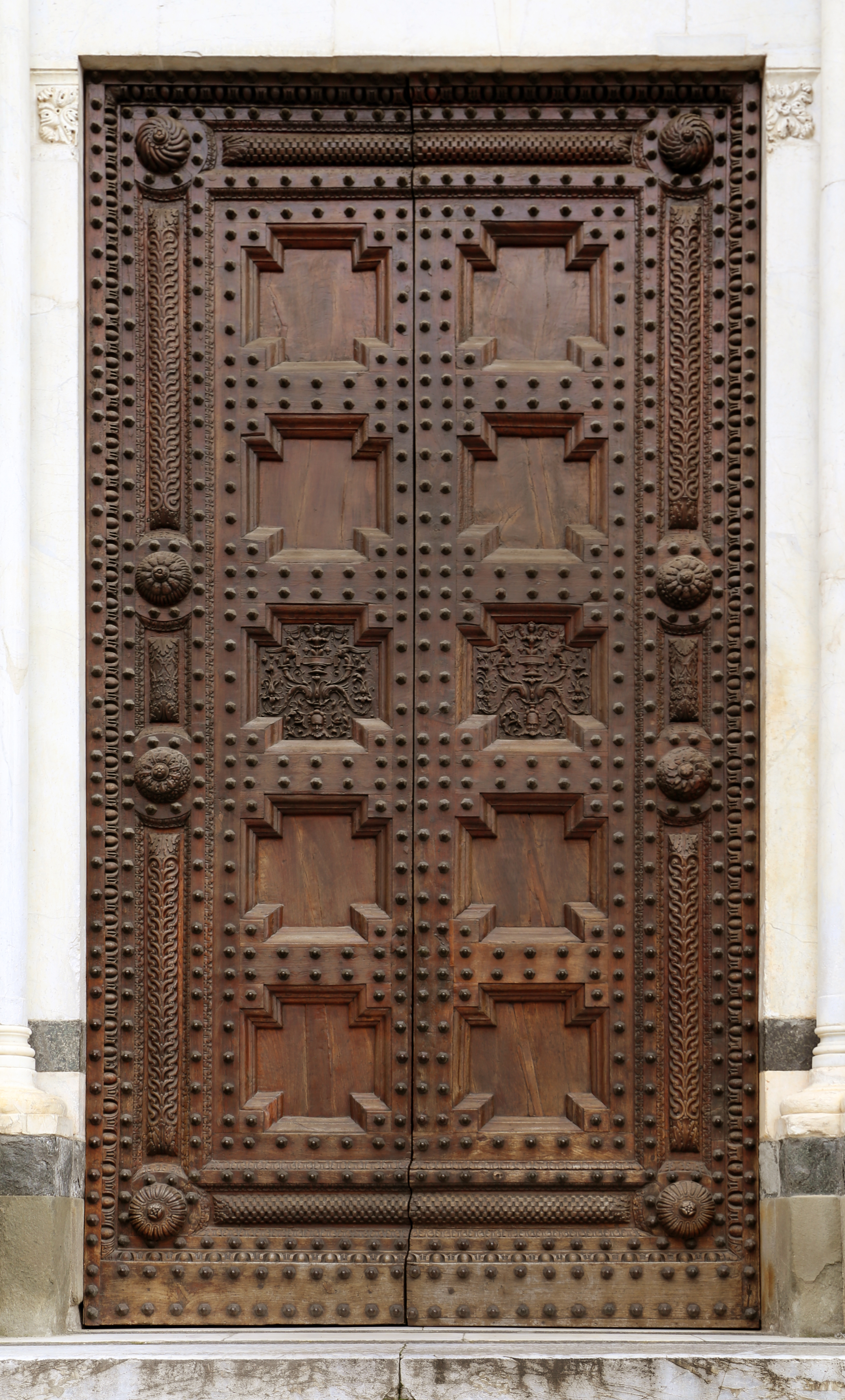
Detalle de la puerta en madera, obra de Pier Francesco de Ventura, de Pescia, finalizada en 1532

Detalles del exterior
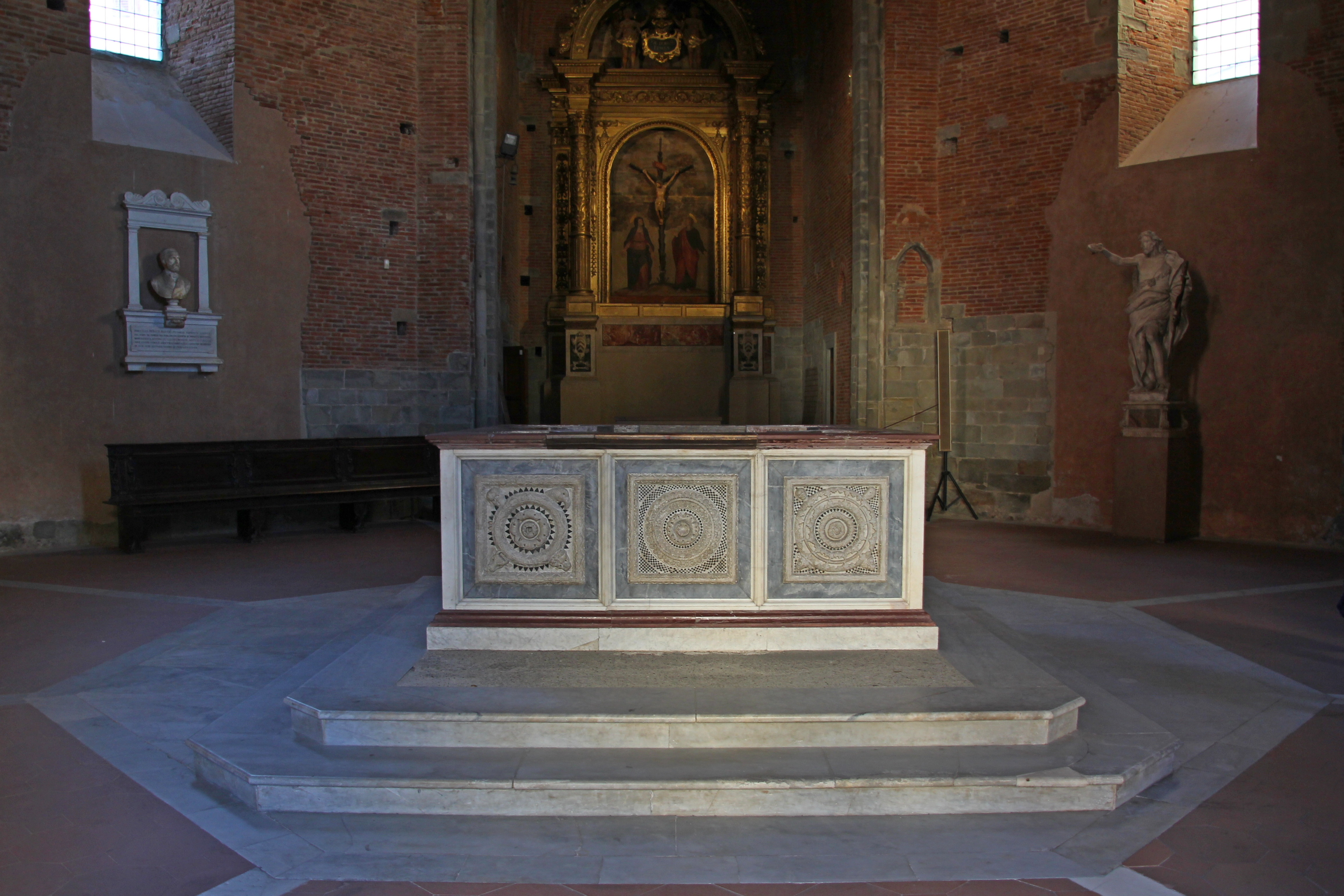
Interior con la pila bautismal
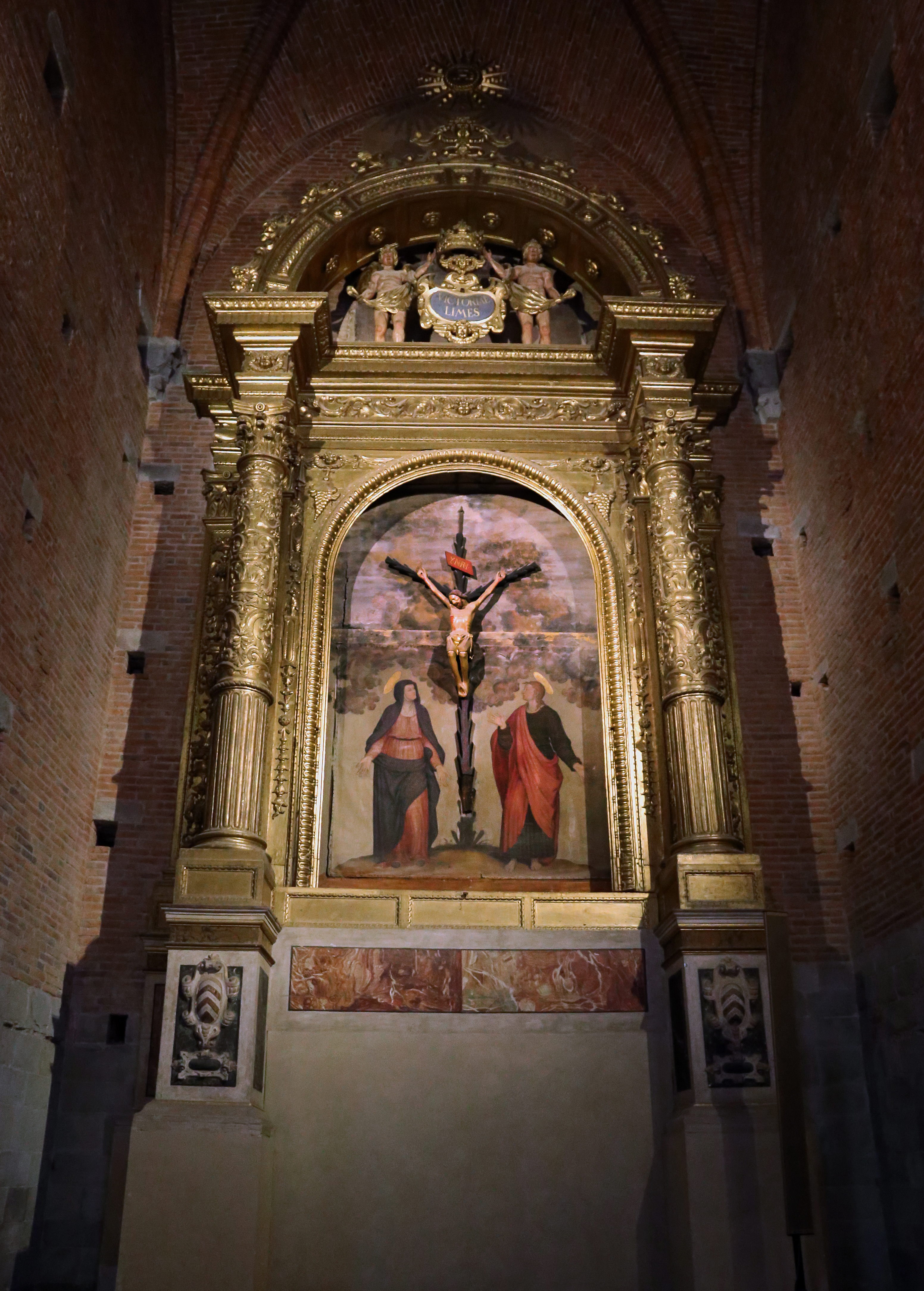
Altar
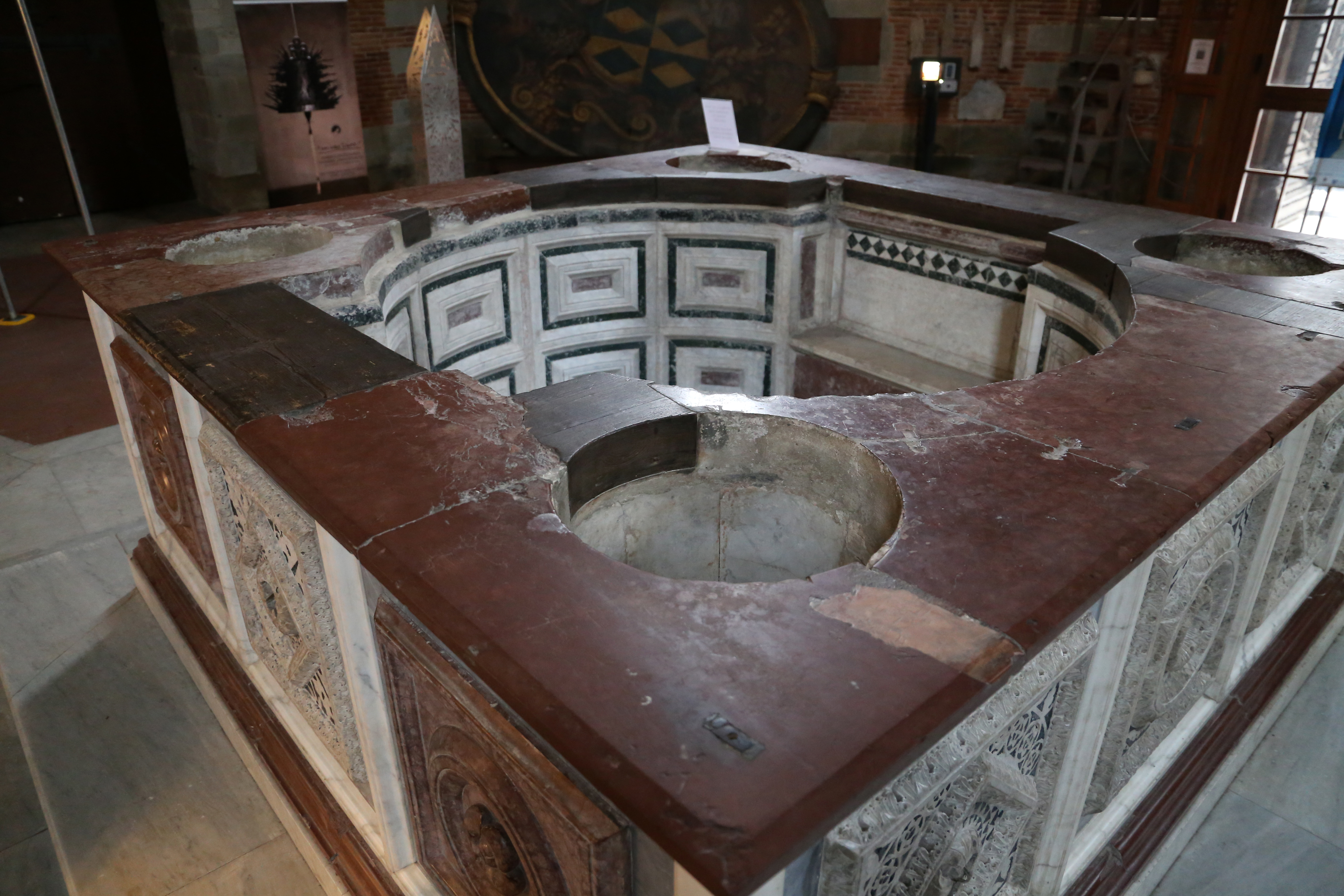
La pila bautismal
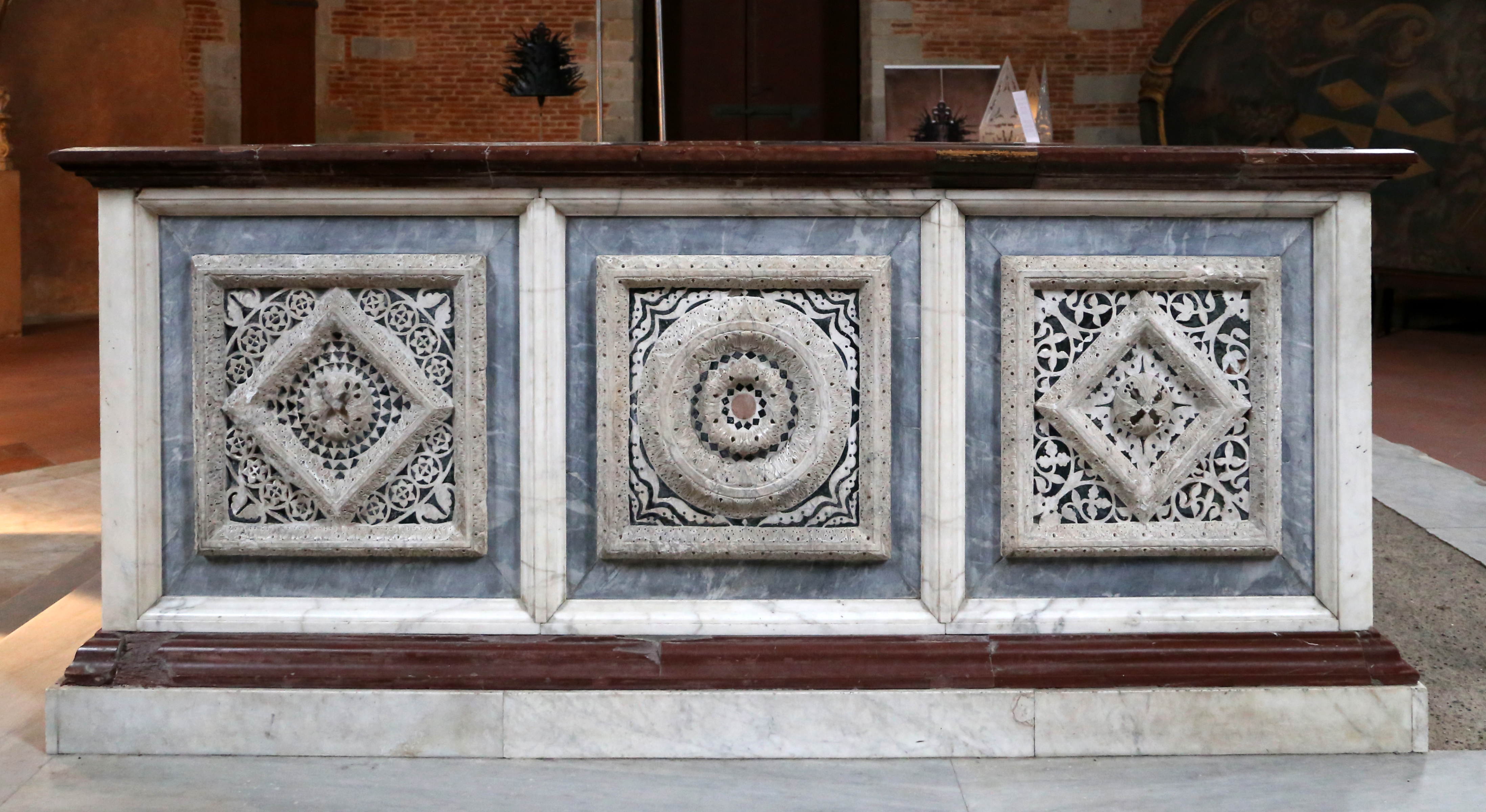
Detalle de los relieves de la pila bautismal
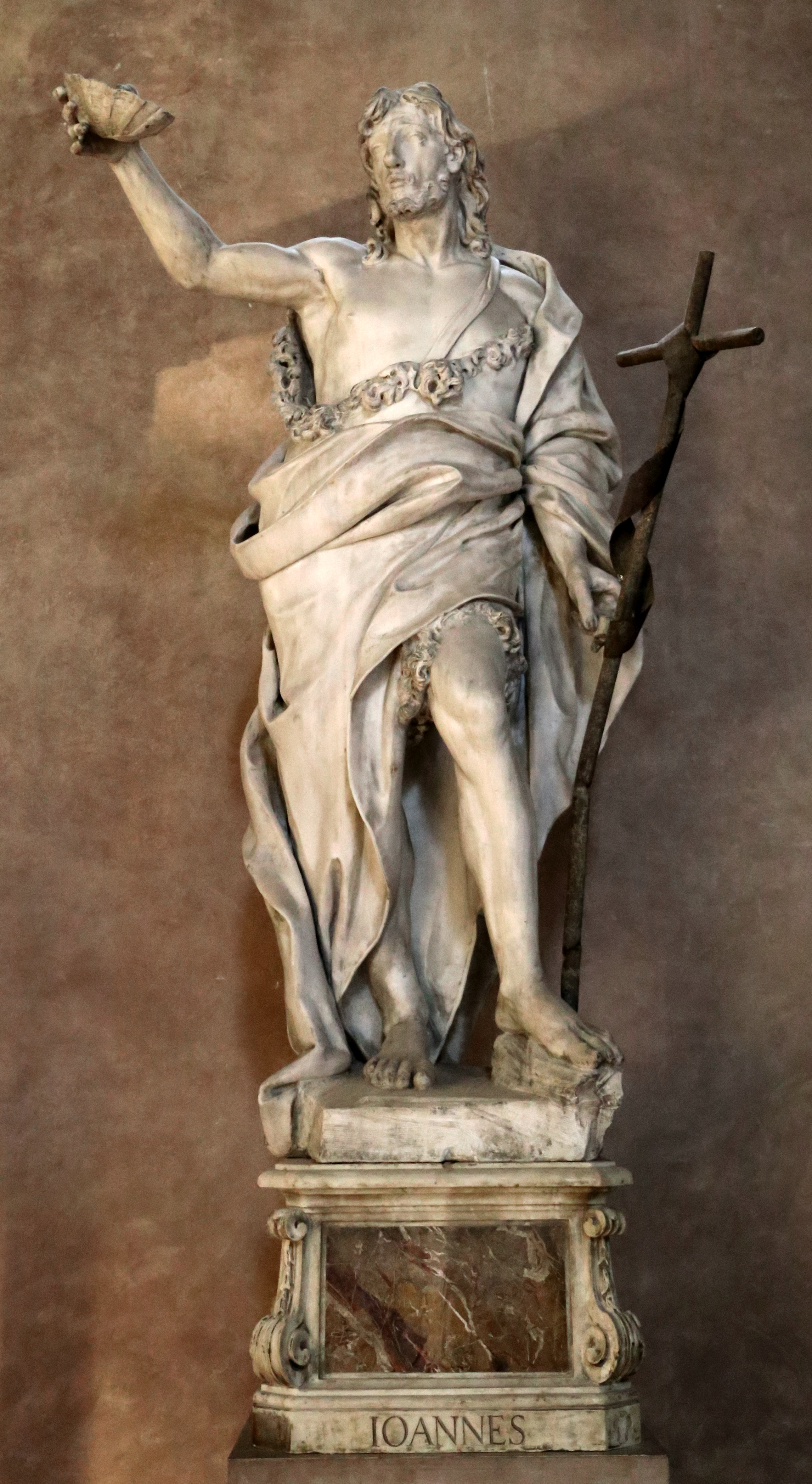
San giovanni battista, obra de Andrea Vaccà (1724)